# هاينز هوب
هاينز هوب (بالألمانية: Heinz Hoppe)‏ هو مغني أوبرا ومغني ألماني، ولد في 26 يناير 1924 في Saerbeck ‏ في ألمانيا، وتوفي في 7 أبريل 1993 في مانهايم في ألمانيا.

## وصلات خارجية
- هاينز هوب على موقع IMDb (الإنجليزية)
- هاينز هوب على موقع مونزينجر (الألمانية)
- هاينز هوب على موقع ميوزك برينز (الإنجليزية)
- هاينز هوب على موقع أول ميوزيك (الإنجليزية)
- هاينز هوب على موقع ديسكوغز (الإنجليزية)